# Arkangyal (Fekete tükör)
Az Arkangyal a Fekete tükör című brit sci-fi sorozat tizenötödik epizódja, amit a sorozat showrunnere, Charlie Brooker írt, és Jodie Foster rendezett. 2017. december 29-én mutatta be a Netflix, a negyedik évad többi részével egyszerre.
Az epizódban Marie, az egyedülálló anya, aki túlfélti lányát, Sarát, egy kísérleti eszközt ültettet be gyermekébe, melynek segítségével egy táblagépről tudja követni minden mozdulatát, beleértve azt is, hogy mit lát és hall, és egy beépített cenzúra segítségével elfedi előle a felzaklató dolgokat.
A cselekmény fő témája a helikopterszülőség – a rendező Jodie Foster maga is megtapasztalta ezt gyerekkorában, mint egyedülálló anya gyermeke, ezért Marie karakterébe sokat beépített a személyes tapasztalataiból. Az epizódot 2016 novemberében forgatták egy kanadai kisvárosban. A kritikusok kiemelték az epizód által tárgyalt témák kortárs megfelelőit, mint a mikrochip-beültetés, és az okosórák, de máskülönben vegyes fogadtatás érte azt, főként az egyszerű cselekmény, és bizonyos tárgyi tévedések miatt (például amiatt az elhangzó kijelentés miatt, hogy az esemény utáni tabletták abortuszt okoznak).

## Cselekmény
Marie Sambrell egy egyedülálló anya, aki nagyon félti lányát, Sarát, már születése óta. Egyedül apja, Russ tud neki segíteni a gyereknevelésben. Hároméves korában Sara elkóborol, miközben egy macskát követ, Marie pedig mozgósítja az egész környéket, hogy megtalálja őt. Hogy ez még egyszer ne fordulhasson elő, regisztrál egy kísérleti technológiára, az Arkangyalra, aminek során egy implantátumot kap Sara, mellyel Marie folyamatos megfigyelés alatt tarthatja őt. Láthatja, hallhatja, amit ő is, és egy térképen nyomon is követheti, merre jár. Továbbá ha vért, erőszakot, vagy bármi elrettentőt látna, a rendszer automatikusan elhomályosítja neki, illetve bejelez, ha a stressz-szintje nagyon megnőne – mint például a szomszéd ugatós kutyájának láttán. Ez a rendszer menti meg Russ életét is, ugyanis amikor stroke-ot kap, Sarát felzaklatja a látvány, és a rendszer riasztja Marie-t.
Hat évvel később Russ már halott. Sarának az egyik osztálytársa, Trick, szexről és erőszakról szóló képeket akar mutatni, de a rendszer kicenzúrázza. Sara ezután megvágja az ujját, hogy megtudja, milyen a vére – ezt látva Marie pszichológushoz viszi gyermekét, aki azt tanácsolja, hogy jobb lesz lekapcsolni az Arkangyal rendszert, hiszen hamarosan úgyis betiltják. Marie kikapcsolja a tabletet, beteszi egy dobozba és a padlás mélyére rejti. Sara ezután már a rendszer nélkül, kissé szorongva megy iskolába, ahol Trick újra megmutatja neki a képeket.
Évekkel később a 15 éves Sara hazudik az anyjának arról, hogy egy barátnőjénél töltik az estét. Valójában Trickkel és a barátaikkal mennek egy buliba. Az aggódó Marie egy idő után elkezdi keresni őt, és miután senki nem tud neki segíteni, végső kétségbeesésében előkeresi az Arkangyalt és bekapcsolja. Döbbenten látja a képen, hogy a lánya éppen Trickkel szeretkezik, majd kokaint szív fel, amit a fiú adott neki.
Miután rákeres a képére, Marie beazonosítja a fiút, akit felkeres és megzsarolja, hogy hagyja békén Sarát. Miután egy értesítést kap a rendszertől, hogy Sara terhes, esemény utáni tablettát csempész a smoothie-jába. Később az iskolában Sara rosszul lesz tőle, és a nővér mondja meg neki, hogy ez a tabletta miatt van. Hazamegy, átkutatja a szemetet, és abban megtalálja a gyógyszer csomagolását. Kérdőre vonja az anyját és erőszakkal elveszi tőle a tabletet, miközben a stressz-szűrő véletlenül reaktiválódik. A készülékkel ütni-verni kezdi az anyját az eszméletlenségig, amiből ő semmit nem lát a szűrő miatt, majd elszökik.
Mikor Marie magához tér, hisztérikusan kezdi el keresni a lányát, de az Arkangyal tablet annyira megrongálódott, hogy többé már használhatatlan. Miközben az utcára rohan, a nevét üvöltve, Sarát felveszi egy kamionos, miközben stoppol.

## Szereplők
| Szerep          | Színész           | Magyar hang     |
| --------------- | ----------------- | --------------- |
| Marie           | Rosemarie DeWitt  | Orosz Anna      |
| Sara            | Brenna Harding    | Gyarmati Laura  |
| Fiatalabb Sara  | Sarah Abbott      | Engel-Iván Lili |
| 3 éves Sara     | Aniya Hodge       | Csikós Léda     |
| Trick           | Owen Teague       | Ács Balázs      |
| Fiatalabb Trick | Nicky Torchia     | Neuhauser Béla  |
| Russ            | Nicholas Campbell | Várkonyi András |
| Jasmin          | Jenny Raven       | Haffner Anikó   |
| Meryl           | Abby Quinn        | Hermann Lilla   |

## Az epizód készítése
Az epizód a Netflix által első körben berendelt 12 rész egyike, amely a negyedik évadba került. A forgatókönyvet Charlie Brooker írta, Annabel Jones ötleteit felhasználva. Abban az időben ugyanis elvi szinten felmerült, hogy ahogyan a kisállatokba, úgy a gyerekekbe is lehetne mikrochipet ültetni. A sztori inkább szimpátiát próbál kelteni a helikopterszülőség felé, mert Brooker saját elmondása szerint is tudja, milyen rémes érzés egy szülőnek, ha nem tudja megvédeni a saját gyerekét. Ő maga is átesett ezen, amikor a saját hároméves gyereke véletlenül egy horrorfilm előzetesét kezdte el nézni a YouTube-on. De ugyanúgy aggódott amiatt, hogy mi lesz, ha a gyerek egy balesetet lát vagy káromkodást hall.
Jodie Foster rendezte ezt a részt, aki már dolgozott együtt a Netflixxel ilyen minőségben a "Narancs az új fekete" és a "Kártyavár" című sorozatokkal. Miután elmesélte, hogy szeretne rövid, komplett történeteket megrendezni, a saját gyártású műsorokért felelős osztály alelnöke összehozta őt a "Fekete tükör" stábjával. Brooker szerint Foster azért is volt tökéletes választás, mert mint gyerekszínész, ő is keresztülment azon, hogy állandóan a rivaldafényben kellett élnie. Ő lett az első női rendező a sorozat történetében.
Foster több ponton is beleszólt az epizód készítésébe. Rosemarie DeWitt, régi barátnője, az ő javaslatára lett főszereplő, Brenna Harding pedig egy meghallgatás útján került be, ahol tévedésből nem a saját, hanem Sara szemszögéből mesélt el az életéről dolgokat. A fiatalabb Sarát játszó színészeket már a Hardinghoz való hasonlóság alapján választották ki. Tricket Owen Teague játszotta, aki a megbízhatatlan karakter játékába  csempészett Foster szerint egy kis "bájosságot", és olyan érzetet, mintha ő és Sara összetartoznának.
Marie apja eredetileg  csak minimális mértékben lett volna benne a történetben, Foster az ő szerepét is kibővítette. Ugyanezt tette a technológiával kapcsolatos véleményekkel, és Marie motivációjával, miután látta a lányát lefeküdni Trickkel. Jones és Brooker Marie szerepét pozitívabban közelítette meg, míg Foster sötétebb tónusúra festette a figurát, saját tapasztalatai alapján. DeWitt elmondása szerint az egyedülálló anyák másként élik meg, ha elárulják őket, Foster szerint pedig mikor Marie rájött, hogy a lánya hazudott neki, de emiatt nem vonta kérdőre, ez olyan törést okozott, ami miatt Marie harcba kezdett, hogy visszaszerezze az irányítást. Azzal, hogy megpróbálta megakadályozni a lányát abban, hogy leváljon róla, végül egy önbeteljesítő jóslatot idézett elő, amivel pont az történt meg, amitől a legjobban félt.
A nyitó jelenetben az anyák egyik legnagyobb félelme került megjelenítésre: hogy a gyermekük talán halva született. Ez a cselekmény többi részével összevetve különös hangsúlyt kap, főként a köldökzsinór elvágásával kapcsolatos megjegyzésre, ami szimbolikusan azt is jelenti, mintha ez sose lett volna elvágva. Marie viselkedését az egyedülállósága, az, hogy a beteg apjáról is gondoskodnia kell, és hogy naponta hosszú órákat dolgozik, csak erősíti – ahogy az is, hogy a lányán kívül más kapcsolata a külvilággal nem is igazán van.
A forgatásra Kanadában került sor, az Ontario állambeli Hamiltonban, amelynek kisvárosias miliője épp olyan volt, mint ahol az amerikai munkásosztálybeli szülők nevelik gyermekeiket. A forgatás három héten át zajlott, 2016 novemberében. Annak a jelenetnek a forgatása, amikor Marie kétségbeesetten próbálta újraaktiválni a törött tabletet, történetesen éppen egybeesett Donald Trump amerikai elnökké választásával, így DeWitt a saját ellenérzéseit is belevitte a színészi játékába.
Egy baki is bennmaradt az epizódban: az iskolanővér ugyanis azt állította benne, hogy az esemény utáni tabletta az abortusszal egyenértékű. A valóságban a fogantatást akadályozza meg.

## Fordítás
Ez a szócikk részben vagy egészben  az   Arkangel (Black Mirror) című angol Wikipédia-szócikk ezen változatának fordításán alapul.  Az eredeti cikk szerkesztőit annak laptörténete sorolja fel. Ez a jelzés csupán a megfogalmazás eredetét és a szerzői jogokat jelzi, nem szolgál a cikkben szereplő információk forrásmegjelöléseként.